# Taking Chances (chanson)
Pour les articles homonymes, voir Taking Chances.
Singles de Céline Dion
On S'est Aimé A Cause
(2007) Alone
(2008)
Pistes de Taking Chances
Alone
Taking Chances est le premier single de l'album Taking Chances de Céline Dion. La chanson est écrite par Kara DioGuardi et David A. Stewart. DioGuardi a aussi écrit la chanson Surprise, Surprise qui se retrouve sur ce même album. Il s'agit d'une reprise du groupe Platinum Weird.

## Promotion
Sur le réseau CBS, aux États-Unis,  "Taking Chances" accompagne les spots publicitaires pour la série télévisée Moonlight.
Le 27 octobre 2007, Céline Dion apparait dans la quatrième saison de The X Factor, diffusée en Angleterre. C'est sa première performance en direct depuis 5 ans[réf. nécessaire].
Le 18 novembre, elle interprète "Taking Chances" aux American Music Awards à Los Angeles.
Columbia a permis au site Amazon de diffuser en exclusivité la chanson Taking Chances en enregistrement studio.

### Les singles
1-track Promotionnel ( Canada,  Australie) 
1. Taking Chances

2-track Single ( Japon) 
1. Taking Chances (04:07)
2. To Love You More (Radio Edit) (04:42)

2-track Single ( Europe) 
1. Taking Chances (04:07)
2. Map To My Heart (04:15)

4-track Maxi-Single ( Angleterre,  Australie,  Europe) 
1. Taking Chances (04:07)
2. Map To My Heart (04:15)
3. Taking Chances (I-Soul Extended Remix) (07:30)
4. Taking Chances (In-Studio Vidéo) (04:11)

5-track Maxi-Single ( France) 
1. Taking Chances (04:07)
2. Immensité (03:34)
3. Map To My Heart (04:15)
4. Taking Chances (I-Soul Extended Remix) (07:30)
5. Taking Chances (In-Studio Vidéo) (04:11)

1-track Promotionnel ( Australie,  Canada,  France) 
1. Taking Chances (04:02)

5-track Promotionnel ( États-Unis)
1. Taking Chances (Radio Edit) (04:02)
2. Taking Chances (I-Soul Radio Mix) (03:54)
3. Taking Chances (I-Soul Extended Remix) (07:30)
4. Taking Chances (I-Soul Extended Remix Instrumental)
5. Taking Chances (I-Soul Dub Mix)

12-track Promotionnel ( États-Unis)
1. Taking Chances (Radio Edit) (04:02)
2. Taking Chances (I-Soul Remix Radio Edit) (03:32)
3. Taking Chances (I-Soul Remix Radio Mix) (03:54)
4. Taking Chances (I-Soul Remix Extended Version) (07:30)
5. Taking Chances (Matt Piso Radio Edit) (03:52)
6. Taking Chances (Matt Piso Mixshow) (04:51)
7. Taking Chances (Matt Piso Club Mix) (07:13)
8. Taking Chances (Ralphi Rosario & Craig J. Radio Edit) (03:41)
9. Taking Chances (Ralphi Rosario & Craig J. Full Vocal Edit) (04:08)
10. Taking Chances (Ralphi Rosario & Craig J. Vocal Remix) (09:00)
11. Taking Chances (Ralphi Rosario Thick Dub) (08:04)
12. Map To My Heart (04:15)

## Succès
Au Canada, la chanson débute en 67e position en novembre 2007, il atteint en avril en 9e position et devient son plus grand succès depuis le single I'm Alive. Au Royaume-Uni, la chanson débute en 58e position la semaine où le lancement du CD en single fut annulée. Il atteindra la semaine suivante la 40e position. Aux États-Unis, la chanson débute en 54e position et descend la semaine suivante à la 86e position. En Australie, la chanson débute en 60e position et passe 7 semaines dans les charts. La chanson également sera au top 10 en Danemark, en France, en Suisse et en Italie.

### Remixes Officiels
1. Taking Chances (Album Version) (04:07)
2. Taking Chances (I-Soul Extended Remix) (07:30)
3. Taking Chances (I-Soul Extended Remix Instrumental)
4. Taking Chances (I-Soul Radio Remix) (03:54)
5. Taking Chances (I-Soul Radio Remix Edit) (03:32)
6. Taking Chances (Intro Voice)
7. Taking Chances (Jason Nevins Extended Remix) (06:22)
8. Taking Chances (Matt Piso Club Mix) (07:13)
9. Taking Chances (Matt Piso Mixshow) (04:51)
10. Taking Chances (Matt Piso Radio Edit) (03:52)
11. Taking Chances (Radio Call #1)
12. Taking Chances (Radio Call #2)
13. Taking Chances (Radio Call #3)
14. Taking Chances (Radio Edit) (04:02)
15. Taking Chances (Ralphi Rosario & Craig J. Full Vocal Edit) (04:08)
16. Taking Chances (Ralphi Rosario & Craig J. Radio Edit) (03:41)
17. Taking Chances (Ralphi Rosario & Craig J. Thick Dub) (08:04)
18. Taking Chances (Ralphi Rosario & Craig J. Vocal Remix) (09:00)

## Charts mondiaux
| Pays                         | Meilleure position |
| ---------------------------- | ------------------ |
| Australie                    | 60                 |
| Autriche                     | 12                 |
| Belgique Wallonie            | 29                 |
| Canada                       | 9                  |
| Danemark                     | 3                  |
| France                       | 7                  |
| Allemagne                    | 25                 |
| Irlande                      | 32                 |
| Italie                       | 5                  |
| Pays-Bas                     | 100                |
| Norvège                      | 16                 |
| Suède                        | 43                 |
| Suisse                       | 5                  |
| Royaume-Uni                  | 40                 |
| États-Unis Billboard Hot 100 | 54                 |

## Reprises
Lea Michele interprète la chanson dans le 4e épisode de la première saison de la série télévisée Glee.